# Carol Emshwiller
Carol Emshwiller (12 de abril de 1921-2 de febrero de 2019) fue una escritora estadounidense de cuentos de vanguardia y ciencia ficción que ganó premios como el Premios Nébula y Premio Philip K. Dick. Ursula K. Le Guin la llamó "una gran fabulista, una maravillosa realista mágica, una de las voces feministas más fuertes, complejas y consistentes de la ficción". Entre sus novelas se encuentran Carmen Perro y The Mount. También escribió dos novelas de vaqueros llamadas Ledoyt y Leaping Man Hill. Su última novela, La ciudad secreta, se publicó en abril de 2007.

## Biografía
Emshwiller nació en Ann Arbor, Míchigan. Vivía en Nueva York la mayor parte del año y pasaba los veranos en Valle Owens, California.
En 2005, fue galardonada con el World Fantasy Award for Life Achievement. Su cuento Creature ganó el Premio Nébula al mejor relato corto y I Live With You ganó el Premios Nébula 2005 en la misma categoría.
En 2009, donó su archivo al departamento de Libros Raros y Colecciones Especiales de la Universidad del Norte de Illinois. 
Era la viuda del artista y cineasta experimental Ed Emshwiller y "servía regularmente como modelo para sus pinturas de mujeres hermosas". La pareja tuvo tres niños. Susan Jenny Coulson coescribió la película Pollock; Peter es actor, artista, guionista y novelista; y Eve es botánica y etnobotánica de la Universidad de Wisconsin-Madison. 
Falleció el 2 de febrero de 2019 en Durham, Carolina del Norte, donde vivía con su hija, Susan Jenny Coulson.

## Obra

### Novelas
- Ledoyt (1995)
- Leaping Man Hill (1999)
- The Mount (2002)
- Mister Boots (2005)
- The Secret City (Tachyon Publications, 2007)

### Cuentos cortos de ficción
Collecciones
- Joy in Our Cause: Short Stories (1974)
- Verging on the Pertinent (1989)
- The Start of the End of It All (1990) (Ganador del World Fantasy Award, Best Collection)
- Report to the Men's Club and Other Stories (2002)
- I Live With You (Tachyon Publications, 2005)
- The Collected Stories of Carol Emshwiller (2011)
- In The Time Of War & Master Of the Road To Nowhere (2011)

Historias
| Título                  | Año  | Fecha de publicación                                 | Reimpreso/recopilado | Notas |
| ----------------------- | ---- | ---------------------------------------------------- | --- | ----- |
| Sex and/or Mr. Morrison | 1967 | Dangerous Visions                                    | - Joy In Our Cause (1974) - Women of Wonder (1975) - The Start of the End of It All (1990) - Crossing the Border (1998) - Passing for Human (2009) - Collected Stories of Carol Emshwiller, Vol. 1 (2011) | [ 4 ] |
| Foster mother           | 2001 | «Foster mother». F&SF 100 (2): 130-137. Feb 2001.    | |       |
| Grandma                 | 2002 | The Magazine of Fantasy & Science Fiction (Mar 2002) | - Report to the Men's Club and Other Stories (Small Beer Press, 2002) - Year's Best SF 8 (2003) - Jack Dann, ed. Nebula Awards Showcase 2005 (Roc, 2005)                                                  |       |
| Whoever                 | 2008 | «Whoever». F&SF 115 (4&5). October–November 2008.    | |       |